# Tapinocyba lucana
Tapinocyba lucana är en spindelart som beskrevs av Alfred Frank Millidge 1979. Tapinocyba lucana ingår i släktet Tapinocyba och familjen täckvävarspindlar.
Artens utbredningsområde är Italien. Inga underarter finns listade i Catalogue of Life.